# Эпплгейт, Джессика-Джейн
Джессика-Джейн Эпплгейт (англ. Jessica-Jane Applegate; род. 22 августа 1996, Грейт-Ярмут, Восточная Англия) ― британская пловчиха-паралимпиец. Участвует в классификации S14 для пловцов с ограниченными интеллектуальными возможностями, в основном вольным стилем и плаванием на спине, предпочитая более короткие дистанции. Чемпионка Паралимпийских игр 2012 в Лондоне. Двукратная чемпионка мира.
Награждена Орденом Британской Империи (MBE) в новогодних наградах 2013 года за заслуги перед плаванием.

## Биография
Эпплгейт родилась 22 августа 1996 года в Грейт-Ярмуте, Норфолк, Англия. Ей поставили диагноз «расстройство аутистического спектра». Начала плавать в детском возрасте после того, как мать отвела её в плавательный клуб Lowestoft и Oulton Broad. Получив образование в Венчурной академии Ормистона, к 13 годам она установила региональные рекорды и была отобрана для участия в программе британских спортивных талантов.

## Спортивная карьера
В 2012 году она приняла участие в своём первом зарубежном турнире на Berlin Open, взяв две бронзовые медали на 50 и 100 метров вольным стилем. Эпплгейт продолжила свои успехи в Берлине, взяв золото на дистанции 200 метров вольным стилем на чемпионате Великобритании по плаванию 2012 года в марте. Получив золото, она не только финишировала на четыре секунды в квалификации паралимпийских игр Великобритании, но и установила новый британский рекорд.
На Международном чемпионате Великобритании по плаванию среди спортсменов с ограниченными возможностями в 2012 году, Эпплгейт выиграла три медали. Она взяла серебро в S14 на 50 и 100 метров вольным стилем, а затем в последний день турнира, в очень напряжённой борьбе с ирландкой Бетани Ферт, она взяла золото со временем 2: 15,23. Её результаты по сравнению с предыдущими турнирами позволили Эпплгейт квалифицироваться на Летние Паралимпийские игры 2012 года на 200 м вольным стилем S14 и на 100 м на спине.
31 августа на Паралимпийских играх 2012 в Лондоне первым мероприятием Эпплгейт стал заплыв на 100 метров на спине. Она квалифицировалась на третьем месте в заплывах, а затем проплыла в финале с личным рекордом 1: 09.58 и финишировала на четвёртом месте. На дистанции 200 метров вольным стилем, которую она предпочитала, Эпплгейт вышла в финал и заняла первое место со временем 2: 14.31. Затем она снова улучшила это в финале, выиграв золотую медаль и установив паралимпийский рекорд.
В 2013 году Эпплгейт поехала в Монреаль для участия в чемпионате мира IPC. Там она выиграла три медали, в том числе золото на дистанции 200 метров вольным стилем. Также взяла серебро на дистанции 200 м комплексным стилем и бронзу на дистанции 100 м вольным стилем.
Эпплгейт представляла Великобританию на Паралимпийских играх 2016 года в Рио, где завоевала бронзовую и серебряную медали.
Она была выбрана для участия в её третьих Паралимпийских играх, когда её отобрали для участия в перенесённых летних Паралимпийских играх 2020 года в Токио в июле 2021 года. Здесь выиграла бронзовую медаль в дисциплине 200 м вольный стиль S14.